# Zunftwesen in Le Landeron

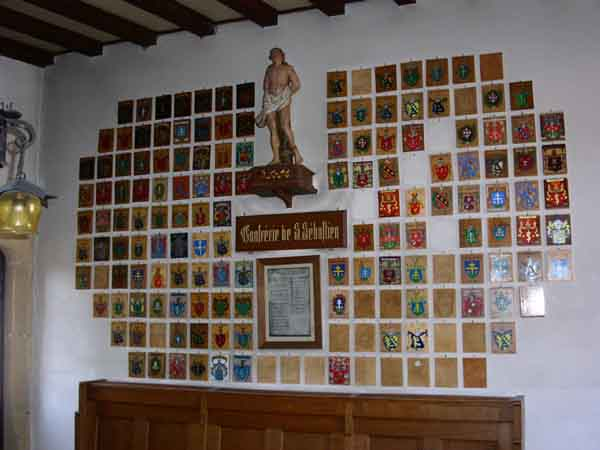
Von jedem lebenden Mitglied hängt das Familienwappen in der salle de la question im Schloss. Hier die Wappen der Mitglieder von St-Sébastien. Diejenigen von St-Antoine befinden sich an der Wand rechterhand.

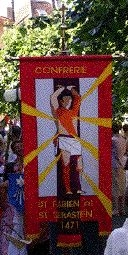
Neues Banner der Zunft St. Sebastian von 2002

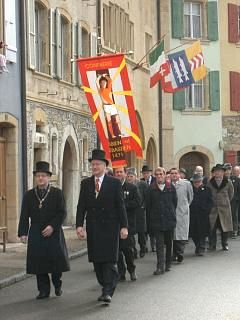
Umzug der Zunft St. Sebastian

Die Familien des Städtchens Landeren (Le Landeron NE) waren in verschiedenen Organisationen vereinigt: der Pfarrei für das religiöse Leben, der Bürgergemeinde St. Maurizius (Gemeinschaftsbesitz wie Wald, Schloss) und einer Zunft.

## Funktionen der Zunft
Bis heute bestehen zwei Zünfte, wobei die Familienzugehörigkeit auch über die Zunftzugehörigkeit entscheidet. Neben Funktionen, die heute eine Bank oder eine Versicherung wahrnehmen, bildeten sie auch einen Teil der Verteidigungsdispositives der Stadt.

### Die Zunft zum Heiligen Geist
Die Zunft zum Heiligen Geist (Confrérie du Saint-Esprit) vereinigte unter anderem Schüler und Studenten und Ärzte. Gegründet 1357, betrieb sie ein Spital. Sie besteht heute nicht mehr.

### Die Zunft der Heiligen Fabian und Sebastian
Die Zünfter der Zunft zu St. Fabian und St. Sebastian (Honorable Confrérie des Saints Fabien et Sébastien) setzte sich vor allem aus Handwerkern zusammen. Bei der Stadtverteidigung waren sie Armbrustschützen. Beim jährlichen Umzug führen sie eine Armbrust mit und halten ein Schiessen im Schlosshof ab. 1471 wurde der Bestand dieser Zunft durch Rudolf von Hochberg, Graf von Neuenburg bestätigt.
Diese Zunft setzt sich zusammen aus alteingesessenen Stadtbürgern der folgenden Familien: Bellenot (5 %), Digier (4 %), Frochaux (27 %), Gicot (3 %), Guenot (6 %), Muriset (29 %), Peroset (3 %), Quellet (6 %) und Ruedin (17 %) (Prozentangaben 2003 gemäss F. Frochaux).

### Die Zunft des Heiligen Antonius
Die Zünfter der Zunft zu St. Antonius (Honorable Confrérie de Saint-Antoine) setzte sich vor allem aus (Wein-)Bauern zusammen. Bei der Stadtverteidigung waren sie Fusssoldaten. Diese Zunft ist um einige Jahre jünger und umfasst weniger Familien als St. Sebastian. Sie wurde 1494 von 46 Laien und 2 Religiösen gegründet, wie alte Urkunden berichten.

## Die Zünfte heute
Heute haben die beiden Zünfte vor allem gesellschaftlichen Charakter. Im Leben der weitgehend katholisch gebliebenen Stadt und der Pfarrei nehmen sie eine wichtige Funktion ein, im modernen, und wie der Mehrheit des Kantons Neuenburg heute protestantischen Dorf hingegen sind sie fast unbekannt.

### Fronleichnam
An der Fronleichnamsprozession nehmen neben den Vereinen auch die beiden Zünfte mit ihrem Banner teil.

### Jahrestag
Am Sonntag nach dem Namenstag ihres Patrons treffen sich die Zünfter zum Jahrestag. Am Samstag ist die Messe der Verstorbenen in der Pfarrkirche St-Maurice ausserhalb der Stadtmauern. Der Sonntag beginnt mit einer Messe in der Kapelle der Zehntausend Ritter in der Stadt, gefolgt von der Jahresversammlung im gotischen Gerichtssaal des Rathauses. Nach der Messe wird Brot verteilt, ursprünglich die Armenspeisung.
Der anschliessende Umzug mit Tambour und Banner, alle Männer in Reih und Glied dem Alter nach, führte früher einmal die Stadt hinauf und auf der anderen Seite der Linden zurück, um die Kapuziner, welche die Messe lasen, nach Hause (Kapuzinerhaus neben dem Rathaus) zu begleiten. Seit immer mehr Zünfter nicht mehr im Städtchen wohnen, führt der Umzug nochmals die Stadt hinauf bis zum Schloss Le Landeron zum gemeinsamen Mittagessen. Nach dem Mittagessen findet die Rechnungsversammlung statt, bevor der jährlich wechselnde Zunftmeister die kranken Mitglieder besuchen geht.
Bis vor wenigen Jahren gab es am folgenden Montag noch ein Mittagessen, bei dem auch Frauen und Kinder zugelassen waren, ursprünglich die Waisen und Witwen der verstorbenen Mitglieder. Diese Angaben beziehen sich auf St. Sebastian und weichen bei St. Antonius nur in kleinen Details ab.